# Ulrich IV. von Neuhaus
Ulrich IV. von Neuhaus (auch Ulrich IV. von Hradec (tschechisch Oldřich IV. z Hradce); † nach 1383) war ein böhmischer Adliger aus dem witigonischen Familienzweig der Herren von Neuhaus.

## Leben
Seine Eltern waren Ulrich III. von Neuhaus und dessen erste Ehefrau Margarete von Kärnten (Markéta z Korutan). Nach dem Tod des Vaters 1349 wurden dessen Besitzungen auf seine vier Söhne aufgeteilt. Durch die Teilung spaltete sich das Geschlecht der Herren von Neuhaus in drei Familienzweige. Der vierte Bruder Meinhard/Menhart gehörte als Prager Kanoniker und Bischof von Trient dem geistlichen Stand an und hinterließ keine Nachkommen.
Erstmals erwähnt wurde Ulrich 1343. Am 2. November 1347 nahm er zusammen mit seinem Vater und dem ältesten Bruder Heinrich II. an der Krönung Karls IV. zum König von Böhmen teil. Wie sein Bruder Heinrich beteiligte sich Ulrich an Karls Kriegszügen in die Oberpfalz, weshalb er mit Heinrich zusammen mit der Pfandschaft über die Stadt Taus belohnt wurde. In den kriegerischen Auseinandersetzungen, die Heinrich in den nächsten Jahren führte, stand Ulrich auf dessen Seite. Für das Jahr 1354 sind Ulrich und sein Bruder Meinhard als Patrone der Kirchen von Slavonice, Stranné, Žirov und Číměř nachgewiesen. Beide erwarben 1358 von Martin von Mutice (Mareš z Mutic) Güter in Velešín, Hříšice und Strachoňovice, die in die mährische Landtafel in Brünn eingetragen wurden. Um diese Zeit erbauten sie auch die Burg Rosenstein, deren erster Burggraf Martin von Mutice wurde.
Mit einer am 1. Dezember 1360 in Nürnberg ausgestellten Urkunde bestätigte König Karl Ulrich IV. den Besitz von Hořepník, das er zugleich von der königlichen Steuer befreite. Außerdem bestätigte der König die Unteilbarkeit der Besitzungen, die Ulrich zusammen mit seinem Bruder Meinhard hielt. Am 27. August 1366 schloss Ulrich in Slavonice einen Vertrag mit dem mährischen Markgrafen Johann, mit dem ihm Ulrich ein Viertel von Slavonice mit allen zugehörigen Rechten übertrug. Im Gegenzug erhielt er von Johann die Burg Hrádek mit dem zugehörigen Teich und Vorwerk, die er ihm allerdings wegen Überschuldung kurze Zeit später zurückverkaufte. 1365 erwarb Ulrich die Herrschaften Mezimostí und Dráchov, die er zwei Jahre später den Brüdern Dobeš und Litold von Landstein weiterverkaufte. 1374 ist Ulrich als Teilnehmer am Brünner Landtag belegt. Letztmals wurde er 1383 als Beisitzer des Prager Landgerichts erwähnt.

## Familie
Ulrich IV. von Neuhaus war mit Anna, einer Tochter des Peter I. von Rosenberg verheiratet. Der Ehe entstammten die Kinder:
- Ulrich Vavák (Oldřich Vavák; belegt 1384–1412), verheiratet mit Margarete/Markéta von Sternberg
- Agnes/Anežka, verheiratet mit Matthäus von Cimburg (Matúš z Cimburka)
- Heinrich/Jindřich, belegt 1385–1421, Großprior der Johanniter von Strakonitz
- Johann der Ältere (Jan starši na Velharticich; belegt 1384–1417), verheiratet mit Katharina/Kateřina von Velhartice